# Tölgy-pávaszem
A tölgy-pávaszem vagy tölgy-selyemlepke más néven japán selyemlepke (Antheraea yamamai) a rovarok (Insecta) osztályába a lepkék (Lepidoptera) rendjébe és a pávaszemek (Saturniidae) családjába tartozó faj.

## Származása, elterjedése
Eredeti élőhelye Japán. Európában inváziós faj. Tenyésztési célból hozták be Ausztriába, mivel a hernyója selyemgyártásra alkalmasnak tűnő gubót sző. A kísérlet nem sikerült, és a telephelyről kiszabadult példányok intenzíven terjednek dél és kelet felé. Magyarországon 1954-ben tűnt fel. Leginkább az ország nyugati feléből ismert, de van már adata a Dunától keletre is (1987, Nógrádverőce: Somlai Ferenc).

## Megjelenése, felépítése
E kimondottan nagy lepke szárnyának fesztávolsága 110–152 milliméter; teste sárga, esetleg barna. A nőstény egyszínű sárga, a szárnya szélén rózsaszín sávval, a "pávaszem" közepe átlátszó. A hím sokkal szebb és színesebb. Nagy, zömök teste hasonlít a többi hazai éjjeli pávaszeméhez, főleg a nagy pávaszemmel téveszthető össze (a viselkedése is hasonló).
|  |  |

## Életmódja
Európában főként tölgyesekben és bükkösökben él; erdészetileg nem kártevő. A hernyó polifág; a lombhullató fák levelein él. Az imágók nem táplálkoznak; szájszervük elcsökevényesedett.
A mesterséges fény erősen vonzza mindkét ivart, ezért gyakran látni utcai lámpák alatt. Nappal a világos színű falakon feltűnő.
Petéi a nagy pávaszeméhez hasonlóak. A hernyók tavasszal kelnek ki. A kicsi, fekete, „tüskés” hernyó színe a 3. vedlés után zöldre vált. A posztembrionális fejlődés utolsó szakaszában a rágói alatti szövőszemölcsből kibocsátott fonálból szövi azt a gubót, amiben az imágó kifejlődik. Ez a lepke őshazájában jó minőségű selymet ad, de az európai populációé kemény és durva.
Július végétől augusztus közepéig repül. A hím nagy, tollas csápjával keresi a nőstényeket éjjel, de akár nappal is, ha felhős az idő. A nőstény a többi éjjeli pávaszemhez hasonlóan feromonokat bocsát ki, ezeket a hím több kilométerről is megérzi.
|  |  |

## Otthoni tenyésztése
Legjobb, ha egy már megtermékenyített nőstény pávaszemet sikerül elkapnunk. A petéket óvatosan helyezzük egy tiszta, műanyag dobozba (pl. haltápos doboz). A dobozt tegyük erkélyre, padlásra vagy más olyan, védett helyre, ahol némi természeti behatás azért éri. Tavasszal vigyük a lakásba, és minden nap nézzük meg, nem keltek-e ki a hernyók. A kis hernyókat tegyük át nagyobb dobozba, etessük friss bükk-, tölgy- vagy más permetmentes falevéllel (alma, szilva). Minden nap háromszor takarítsuk ki a dobozt. Nedves levelet ne adjunk nekik! Ha már kinőtték a dobozt, építsünk nekik terráriumot: műanyag palántázó cserép tetejére rakjunk egy fakeretbe erősített szúnyoghálót. Ha ez is kicsi, akkor csináljunk többet, és osszuk szét benne a hernyókat! 3-4 hét múlva bebábozódnak. A bábokat tegyük egy felnőtt lepkének kialakított terráriumba! A terrárium 1 méter oldalú kocka legyen, és azt erkélyre vagy padlásra tegyük. A bábból a lepke augusztus elején kel ki. A lepke nem táplálkozik. A lepkéket elengedhetjük, de tovább is szaporíthatjuk őket.

## Egyéb tudnivalók
- Képek az interneten a fajról
- Kép 1
- Kép 2
- Kép 3
- Kép 4